# ジェファーソン・キャフェリー
ジェファーソン・キャフェリー（Jefferson Caffery, 1886年12月1日 - 1974年4月13日）は、アメリカ合衆国の外交官。

## 生い立ち
1886年12月1日、キャフェリーはルイジアナ州ラファイエットにおいて、チャールズ・ドゥヴァル・キャフェリー (Charles Duval Caffery) とメアリー・キャサリン・パーカーソン (Mary Catherine Parkerson) の息子として誕生した。キャフェリーは私立学校で初等・中等教育を受け、1904年にルイジアナ大学ラファイエット校を第1期生として卒業した。その後キャフェリーは1906年にニューオーリンズのチューレーン大学でも学士号を取得した。キャフェリーは1909年にルイジアナ州で弁護士として認可を受けた。

## 外交官として
キャフェリーは1911年に国務省外交部に入省した。キャフェリーはウィリアム・タフト政権下の1911年にベネズエラのカラカスにある合衆国領事館で二等書記官を務めた。1916年、キャフェリーはイランに外交官として渡り、第一次世界大戦後にパリに渡った。キャフェリーはウッドロウ・ウィルソン大統領の代理人として、ベルギー国王アルベール1世とイギリス王太子エドワード8世のワシントンD.C.訪問の手筈を整えた。1920年、キャフェリーはスペインのマドリードにある合衆国大使館で副大使館長となった。その後キャフェリーは1921年から1923年までギリシャで臨時代理公使を、1926年7月から1928年7月までエルサルバドルで特命全権公使を、1928年11月から1933年5月までコロンビアで特命全権公使を務めた。
1933年7月、キャフェリーはコーデル・ハル国務長官の下で国務次官補となり、1933年12月まで同職を務めた。その後キャフェリーは1834年2月から1937年3月までキューバで特命全権大使を、1937年8月から1944年9月までブラジルで特命全権大使を、1944年12月から1949年5月までフランスで特命全権大使を、1949年9月から1955年1月までエジプトで特命全権大使を務めた。
1949年、フランス大統領からレジオンドヌール勲章グラン・クロワを授けられた。1954年、キャフェリーはインディアナ州サウスベンドのノートルダム大学から名誉学位とレターレ・メダルを授与された。1955年、キャフェリーはエジプト大統領からコードン勲位を授けられた。1971年、キャフェリーは外交部の同僚から外交杯を贈られた。

## 晩年
キャフェリーは1955年に国務省を引退し、イタリアのローマに隠居した。キャフェリーはローマ教皇ピウス12世、ヨハネ23世、パウロ6世の名誉侍従を務めた。1973年、キャフェリーはルイジアナ州ラファイエットに帰国した。そして1974年4月13日、キャフェリーはラファイエット市内で死去した。キャフェリーの遺体はラファイエット市内のセントジョン大聖堂の墓地に埋葬された。